# Lenny Kravitz
Leonard Albert "Lenny" Kravitz, född 26 maj 1964 i New York, är en amerikansk sångare, låtskrivare, musiker, musikproducent och skådespelare.

## Biografi
Kravitz är son till skådespelerskan Roxie Roker från Bahamas och den ukrainsk–judiske filmmakaren och TV-producenten Sy Kravitz. När han släppte sitt album Baptism kom det fram att han har en tatuering över ryggen där det står "My heart belongs to Jesus Christ" ("Mitt hjärta tillhör Jesus Kristus"). I en intervju sade han: "I'm half Jewish, I'm half black, I look inbetween" ("Jag är halvt jude, jag är halvt svart, jag ser ut som mitt emellan" – eller: "jag söker min väg i mellanrummet"). Många av hans låtar har ett kristet budskap. Albumet Black and White America (2011) räknar han som det bästa han hittills gjort musikaliskt.
Kravitz medverkar även som skådespelare i några filmer, såsom sjuksköterska i Precious (2009) och Katniss Everdeens stylist Cinna i The Hunger Games (2012).
Kravitz har haft många omtalade kärleksrelationer med artister och skådespelerskor som Lisa Bonet (från The Cosby Show), Madonna, Nicole Kidman, Vanessa Paradis, Kylie Minogue och Adriana Lima. Tillsammans med Lisa Bonet fick han dottern Zoë Kravitz som liksom sina föräldrar är skådespelare. Lenny Kravitz arbetar bland annat med Unicef.

## Diskografi

### Album
- 1989 – Let Love Rule
- 1991 – Mama Said
- 1993 – Are You Gonna Go My Way
- 1995 – Circus
- 1998 – 5
- 2001 – Lenny
- 2004 – Baptism
- 2008 – It Is Time for a Love Revolution
- 2011 – Black and White America
- 2014 – Strut
- 2018 – Raise Vibration
- 2024 – Blue Electric Light

## Filmografi
- 1998 – The Rugrats Movie (röst)
- 2001 – Zoolander
- 2009 – Precious
- 2012 – The Hunger Games
- 2013 – The Hunger Games: Catching Fire
- 2013 – The Butler